# 徐邦杰
徐邦杰（?—?）字国俊，江苏句容人。清朝及中华民国军事将领，属于老北洋系。

## 生平
徐邦杰为袁世凯的部下，曾任清朝新建陆军右翼步兵第三营统带。他还曾历任天津镇总兵、正定镇总兵。辛亥革命期间，山西的姚以价派刘玉亭劝降清军正定镇总兵徐邦杰，刘玉亭遭徐邦杰拘禁。
中华民国成立后，任总统府总指挥、陆军中将。1923年，获将军府授予“硕威将军”。